# Servettring

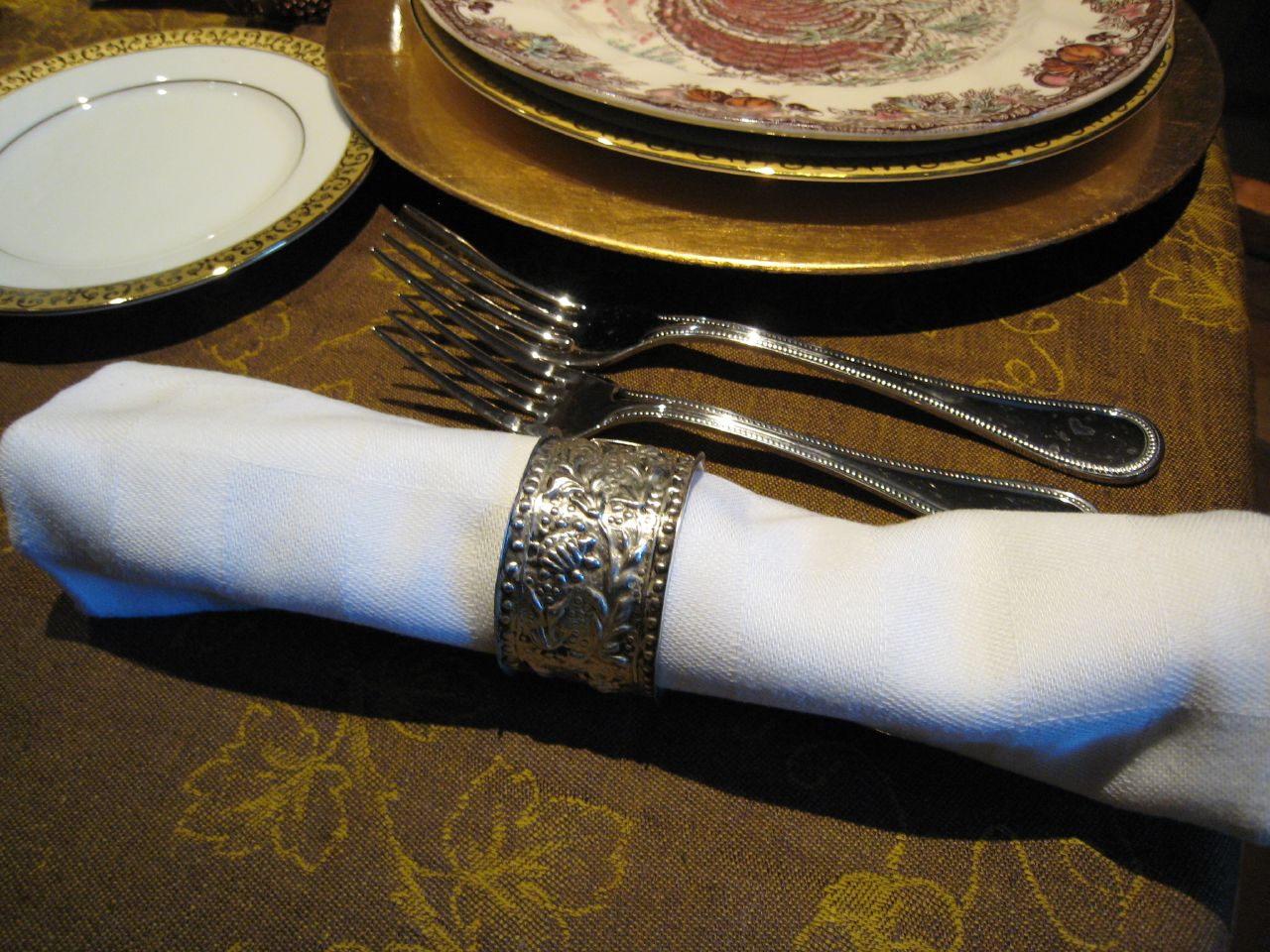
Servettring i silver.

Servettring är en praktisk sak, ofta i metall, som håller ihop matservetten. Tidigare användes den regelmässigt i borgerliga hem, där var och en hade sin egen servettring, ofta med gravyr. Numera har den en mer dekorativ funktion vid finare dukningar, där man inte önskar bryta servetten.